# ヴィクター・ブオノ
ヴィクター・ブオノ（Victor Buono,  1938年2月3日 - 1982年1月1日）は、アメリカ合衆国の俳優、声優である。

## 来歴
1938年、カリフォルニア州サンディエゴに生まれる。祖母がヴォードヴィリアンだったため、幼いころからパフォーマンスの世界が間近にあった。高校時代に演劇部へ入り、様々な演目へ出演。18歳でプロの劇団へ入った後に、ラジオやテレビなどでキャリアをスタート。その後、舞台に立っているところをハリウッドから来ていたスカウトマンに見いだされ、活動の場をロサンゼルスへ移した。
1959年にテレビドラマシリーズの『ブロンコ』で俳優デビュー。
それ以来はテレビを中心にキャリアを重ね、1962年にベティ・デイヴィスとジョーン・クローフォードが共演したサイコ・スリラー映画『何がジェーンに起ったか?』で初の大役を得た。同作は、デイヴィスとクロフォードが姉妹を演じ、映画スターのクロフォード演じる姉に嫉妬したデイヴィス演じる妹が、次第に陰湿な暴君に変貌していく監禁劇だが、ブオノは、デイヴィスから歌のレッスンを頼まれる売れないピアニストを演じている。
同作での演技が評価され、ブオノは1963年のゴールデン・グローブ賞とアカデミー助演男優賞にノミネートされた。
なお、1964年には、ベティ・デイヴィスとジョーン・クローフォードが共演する予定だった『ふるえて眠れ』にも出演している（ジョーン・クローフォードは降板）。
その後も順調にキャリアを重ね、『続・猿の惑星』などへも出演している。

### 死去
1982年1月1日、カリフォルニア州のアップル・ヴァレーにて心臓発作のため死去。43歳だった。

## 出演作品

### 映画
- 何がジェーンに起ったか? What Ever Happened to Baby Jane? (1962)
- ちびっこ天使 My Six Loves (1963)
- テキサスの四人 4 for Texas (1963)
- The Strangler (1964)
- Robin and the 7 Hoods (1964)
- ふるえて眠れ Hush...Hush, Sweet Charlotte (1964)
- 偉大な生涯の物語 The Greatest Story Ever Told (1965)
- ギャング王デリンジャー Young Dillinger (1965)
- サイレンサー 沈黙部隊 The Silencers (1966)
- `Who's Minding the Mint? (1967)
- ターゲット・ハリー Target: Harry (1969)
- Big Daddy (1969)
- La collina degli stivali (1969)
- 続・猿の惑星 Beneath the Planet of the Apes (1970)
- Up Your Teddy Bear (1970)
- ザ・ブッチャー Lo strangolatore di Vienna (1971)
- L'uomo dagli occhi di ghiaccio (1971)
- Temporada salvaje (1971)
- サンタマリア特命隊 The Wrath of God (1972)
- ソウルの北東 Northeast of Seoul (1972)
- 犯罪クラブ Crime Club (1973) ※テレビ映画
- アーノルド Arnold (1973)
- Moonchild (1974)
- 魔教王国/ 大陰謀! 密林の恐怖の呪い Brenda Starr (1976)
- Don Carmelo il capo (1976)
- 太陽を盗め High Risk (1976)
- 新・悪魔の棲む家 The Evil (1978)
- The Chinese Caper (1978)
- 続ミスター・ウエストの奇妙な冒険 More Wild Wild West (1980) ※テレビ映画
- ご存知有名刑事ゾクゾク殺人事件 More Wild Wild West (1980)
- The Man with Bogart's Face (1980)
- フライト・オブ・ドラゴン The Flight of Dragons (1982) ※声の出演

### テレビドラマ
- ブロンコ Bronco (1959)
- ジェネラル・エレクトリック・シアター General Electric Theater (1960)
- サーフサイド6 Surfside 6 (1960)
- サンセット77 77 Sunset Strip (1960 - 1963)
- チェックメイト Checkmate (1960)
- 私立探偵マイケル・シェーン Michael Shayne (1961)
- Harrigan and Son (1961)
- The Detectives (1961)
- ハワイアン・アイ Hawaiian Eye (1961)
- アンタッチャブル  The Untouchables (1961, 1962)
- 原子力潜水艦シービュー号 Voyage to the Bottom of the Sea (1965)
- 0011ナポレオン・ソロ The Man from U.N.C.L.E. (1966)
- アイ・スパイ I Spy (1966)
- バットマン Batman (1966 - 1968)
- ペリー・メイスン Perry Mason (1962, 1964, 1965, 1966)
- 0088/ワイルド・ウエスト The Wild Wild West (1965 - 1967)
- 0022アンクルの女 The Girl from U.N.C.L.E. (1967)
- 西部の王者ダニエル・ブーン Daniel Boone (1967)
- ロビン・フッドの伝説 The Legend of Robin Hood (1968)
- 陽気なルーシー Here's Lucy (1969)
- それ行けスマート Get Smart (1970)
- 秘密捜査官オハラ O'Hara, U.S. Treasury (1971)
- 四次元への招待 Night Gallery (1971, 1972)
- ウィーン諜報網 Assignment: Vienna (1972)
- モッズ特捜隊 The Mod Squad (1972)
- マニックス Mannix (1973)
- ハワイ5-0 Hawaii Five-O (1973)
- 探偵スヌープ姉妹 The Snoop Sisters (1973)
- おかしなカップル The Odd Couple (1973, 1975)
- エラリー・クイーン Ellery Queen (1976)
- ハーディ・ボーイズ&ナンシー・ドルー The Hardy Boys/Nancy Drew Mysteries (1977)
- アトランティスから来た男/ よみがえる海底人間 Man from Atlantis (1977)
- ホワイトハウス Backstairs at the White House (1979)
- マット&ジェニー Matt and Jenny (1980)
- ファンタジー・アイランド Fantasy Island (1980)
- タクシー Taxi (1980)
- ベガス Vega$ (1980, 1981)
- がんばれ!ブーマー Here's Boomer (1981)